# Androkli Kostallari
Androkli Kostallari (n. 7 noiembrie 1922, Përmeti, Regiunea Gjirokastër, Albania – d. 22 martie 1992, Tirana, Albania) a fost un lingvist și cercetător albanez. A fost una dintre figurile centrale ale studiilor limbii albaneze și membru fondator și director al Institutului de Istorie și Lingvistică Albanez, și mai târziu al Institutului de Lingvistică și Literatură (Instituti i Gjuhësisë dhe Letërsisë). Kostallari este amintit ca fiind unul dintre experții cheie care au contribuit la actuala ortografie a limbii albaneze, stabilită de Congresul de Ortografie din 1972.

## Biografie
Kostallari s-a născut în Leusë, lângă Përmet. A urmat studiile liceale în Shkodër și mai târziu în Tirana. Participant activ al Mișcării de Eliberare Națională în timpul celui de-Al Doilea Război Mondial, a lucrat în organele de presă postbelice, unde a reușit să ocupe funcții de conducere, deși era tânăr.
A studiat filologia la Universitatea de Stat „Lomonosov” din Moscova, unde a urmat profilul de limbă și literatură rusă în jurnalism, absolvind în 1954. La întoarcerea în Albania, a început să lucreze la Institutul de Științe (în albaneză Instituti i Shkencave), un precursor al Academiei de Științe a Albaniei, și mai târziu la Facultatea de Istorie și Filologie a nou-înființatei Universități din Tirana, unde a ajuns ulterior la funcția de decan.
În 1958 a fost ales director al Institutului de Istorie și Lingvistică (în albaneză Instituti i Historisë dhe i Gjuhësisë) din Tirana, iar după restructurarea acestuia, al Institutului de Lingvistică și Literatură (în albaneză Instituti i Gjuhësisë dhe i Letërsisë) până în 1990. A fost redactor-șef al revistei „Studime filologjike” în perioada 1964–1991 și al revistei Studia albanica în perioada 1964–1980. Kostallari a fost, de asemenea, unul dintre membrii fondatori ai Academiei de Științe a Albaniei în 1972 și al prezidiului acesteia.
Principalul obiectiv al activității sale științifice și pedagogice a fost în domeniile lingvisticii: lexicologie și lexicografie, formarea cuvintelor, onomastică, lingvistică generală și istoria limbii albaneze literare. A fost șeful secției de Lexicologie și Lexicografie a Universității din Tirana în perioada 1955–1990. A fost, de asemenea, directorul științific al celor două dicționare albaneze: Fjalor i gjuhës së sotme shqipe („Dicționarul limbii albaneze de azi”) din 1980 și Fjalor i shqipes së sotme („Dicționarul limbii albaneze actuale”) din 1984.
Un alt domeniu în care Kostallari a contribuit a fost istoria formării și dezvoltării standardului literar al limbii albaneze, precum și caracteristicile sale structurale și funcționale. A făcut parte din comisia care a elaborat „Ortografia limbii albaneze” în 1956, a fost șeful comisiei pentru proiectul „Regulile ortografiei albaneze” din 1967, președintele Congresului de Ortografie din 1972, directorul comisiilor ulterioare de ortografie din 1973 și al „Dicționarului ortografic” din 1976. A fost, de asemenea, coautor al diferitelor dicționare de terminologie.
În 1960 a devenit membru al Consiliului Internațional al Științelor Onomastice, iar în 1963 membru al AIESEE (Association Internationale d'Études du Sud-Est Européen), unde avea să devină și membru al biroului său în 1974 și vicepreședinte.
Kostallari a fost, de asemenea, autorul noului dicționar (sau listă) de prenume albaneze, care este încă foarte popular astăzi ca sursă de nume proprii.

## Distincții
- Doctor Honoris Causa din partea Universității din Göteborg[3].
- „Çmimi i Republikës të Shkallës së Parë” (Premiul Republicii de Gradul Întâi), de două ori.
- „Mësues i Popullit” (Profesor al Poporului).